# Лологаев, Ахмет Бибердович
Ахмет (Ахмед) Бибердович Лологаев  (1 июля 1924, Горская АССР — 5 апреля 2010, Малгобек) — советский нефтяник, оператор по добыче нефти и газа НГДУ «Малгобекнефть» объединения «Грознефть», Герой Социалистического Труда (1971). Почётный гражданин Малгобека.

## Биография
Родился 1 июля 1924 года в Ингушском национальном округе Горской АССР (ныне — территория Республики Ингушетия).
23 февраля 1944 года был депортирован. Сменил много профессий: грузчик на железной дороге, колхозный учётчик, рабочий, бригадир на стройке. Десять лет возглавлял совхозную полеводческую бригаду. За рекордный урожай свёклы, выращенный его бригадой, стал участником Всесоюзной сельскохозяйственной выставки в Москве.
В 1957 году, после восстановления Чечено-Ингушской АССР, вернулся на родину. Несколько лет работал в Назрановском совхозе «40 лет Октября». Вскоре с семьёй переехал в Малгобек. С 1962 года работал на нефтяных промыслах, где прошёл путь от рабочего до бурильщика. Вступил в КПСС, вёл общественную работу: был членом месткома профсоюза и председателем товарищеского суда.
Досрочно выполнил личные социалистические обязательства и плановые задания Восьмой пятилетки (1966—1970). 30 марта 1971 года Указом Президиума Верховного Совета СССР удостоен звания Героя Социалистического Труда «за выдающиеся заслуги в выполнении заданий пятилетнего плана по добыче нефти и достижение высоких технико-экономических показателей в работе» с вручением ордена Ленина и золотой медали Серп и Молот.
В середине 1970-х годов был избран депутатом Малгобекского горсовета, членом исполкома.
В 1981 году ушёл на пенсию. В 2007 году ему было присвоено звание «Почётный гражданин города Малгобека».
Умер 5 апреля 2010 года.

## Награды и звания
- Герой Социалистического Труда (30.03.1971);
- Орден Ленина (30.03.1971);
- Почётный гражданин города Малгобек (01.06.2007);